# جزيرة قويطعة (ميدي)

تعديل مصدري - تعديل

جزيرة قويطعة هي إحدى جزر مديرية ميدي التابعة لمحافظة حجة.